# Kōhei Tanaka
Kōhei Tanaka (japanisch 田中 康平 Tanaka Kōhei; * 11. Dezember 1985 in Hokkaido) ist ein ehemaliger japanischer Fußballspieler.

## Karriere
Tanaka erlernte das Fußballspielen in der Schulmannschaft der Obihiro Kita High School. Seinen ersten Vertrag unterschrieb er 2004 bei Kashima Antlers. Der Verein spielte in der höchsten Liga des Landes, der J1 League. 2005 wurde er an den Zweitligisten Montedio Yamagata ausgeliehen. Für den Verein absolvierte er drei Ligaspiele. 2006 kehrte er zu Kashima Antlers zurück. Mit dem Verein wurde er 2007 japanischer Meister. Für den Verein absolvierte er drei Erstligaspiele. 2008 wechselte er zum Zweitligisten Vegalta Sendai. Für den Verein absolvierte er 23 Ligaspiele.

## Erfolge
Kashima Antlers
- J1 League

Meister: 2007
- J.League Cup

Finalist: 2006
- Kaiserpokal

Sieger: 2007